# Telemark (skoki narciarskie)

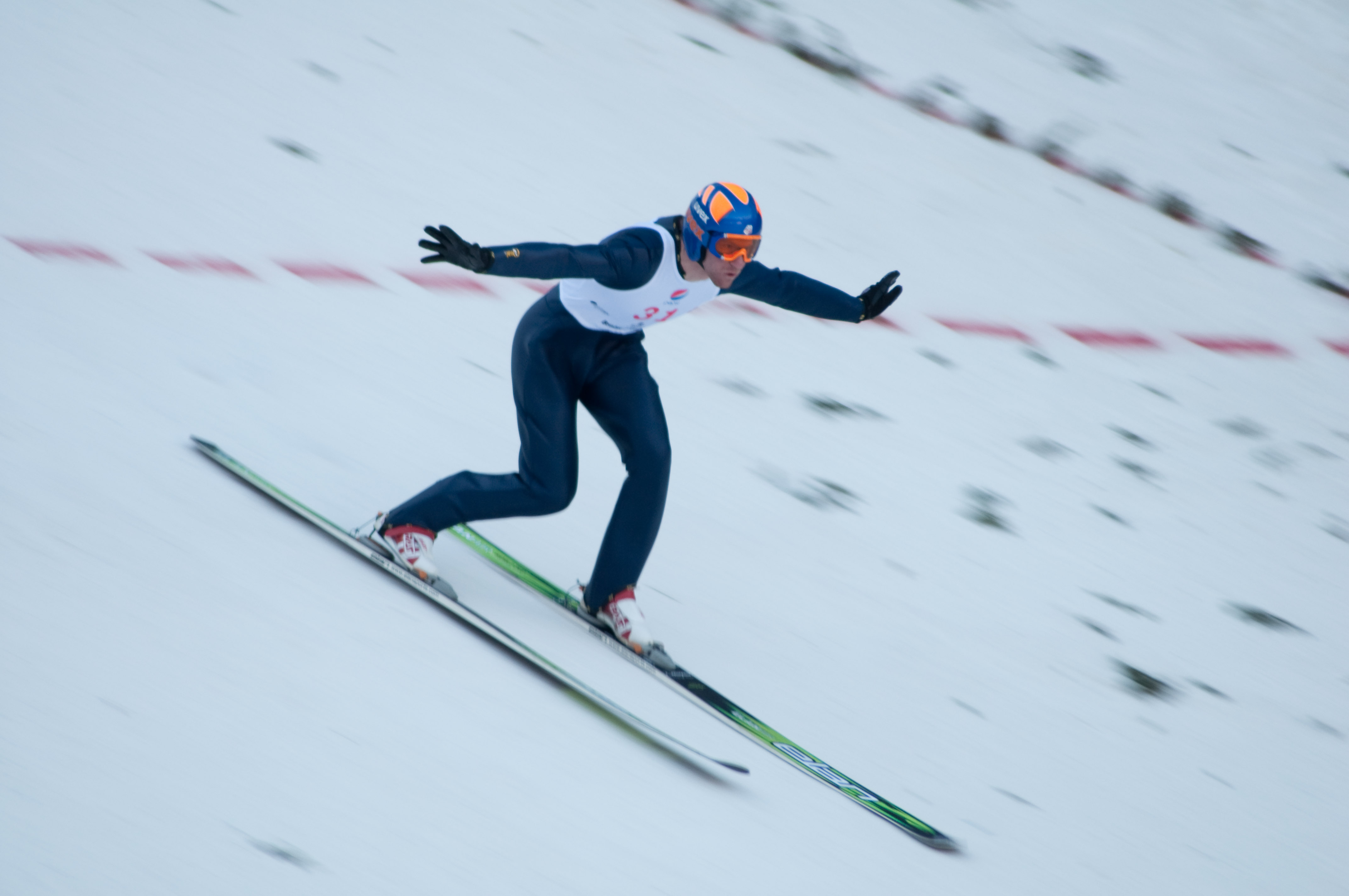
Lądowanie telemarkowe

Telemark – sposób lądowania w skokach narciarskich. Skoczek, lądując, wysuwa jedną z nóg do przodu, amortyzując lądowanie przez tzw. wypad. Jedna noga powinna być wysunięta do przodu na odległość nieprzekraczającą długość buta, podudzie powinno być ustawione jak najbardziej prostopadle do podłoża, a sam zawodnik powinien pochylić się lekko do przodu. Rozstaw nart nie powinien przekroczyć dwukrotnej szerokości narty.
Wypad przy lądowaniu skoczka narciarskiego przez wielu dziennikarzy bywa nazywany telemarkiem. Jest to również znana z historii narciarstwa technika zjazdowa bardzo rozpowszechniona w Norwegii.